# Jesús Carrión
Jesús Carrión (né le 18 janvier 1979) est un athlète portoricain, spécialiste du 100 m.
Il détient le record de Porto Rico du 100 m et du relais 4 × 100 m, avec des performances réalisées à Guatemala en mai 2002.
Son meilleur temps sur 100 m est de 10 s 28 (en altitude et avec un vent favorable de +2,0).